# Ferraraskolen
Ferraraskolen (efter provinsen Ferrara) var en skole inden for italiensk maleri, som blomstrede i anden halvdel af 1400-tallet og gennem 1500-tallet og var repræsenteret af blandt andre Cosimo Tura, Francesco del Cossa, Ercole Roberti, Lorenzo Costa og Dosso Dossi.  Nogle forskere mener, at Piero della Francesca opholdt sig i Ferrara, skønt det ikke kan dokumenteres.